# Charles Doudelet

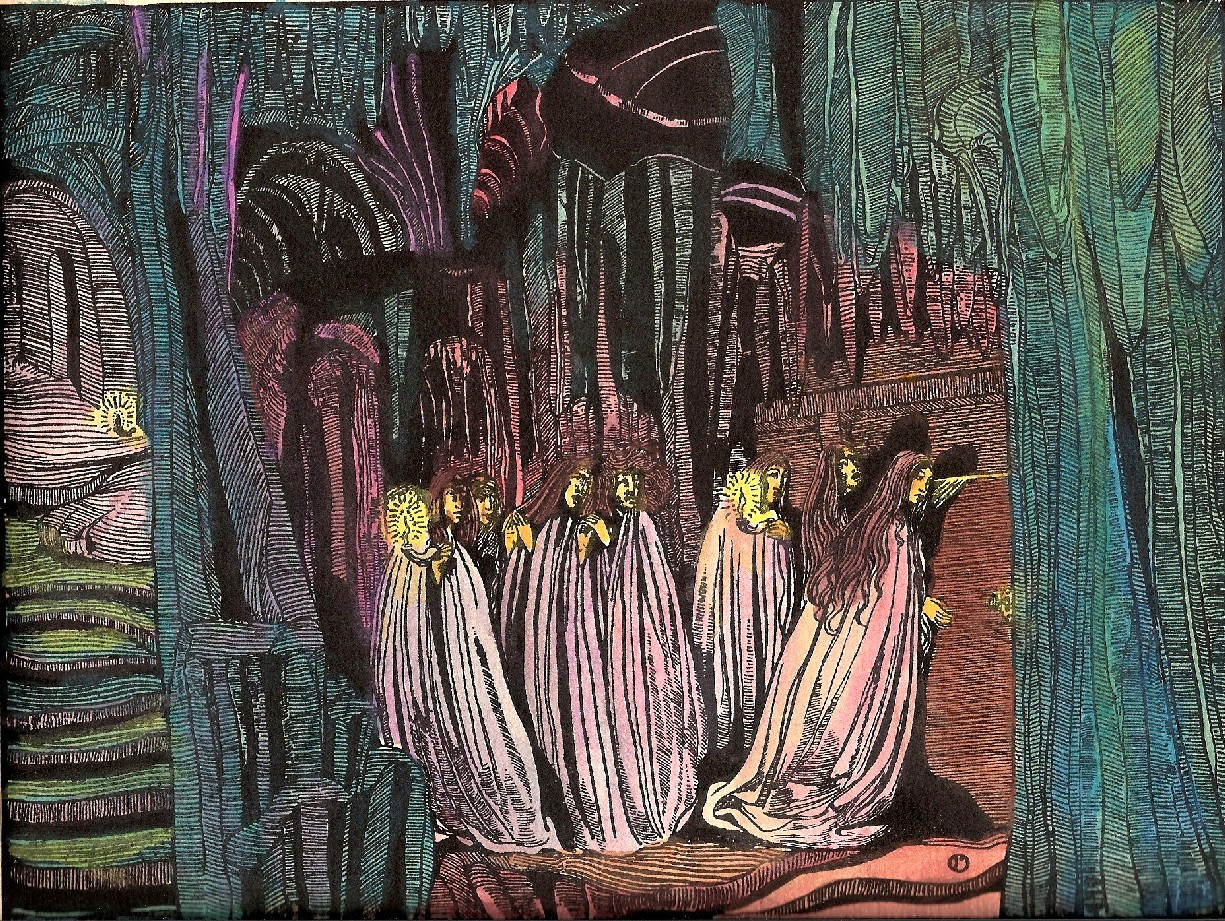
Illustratie uit Douze chansons van Maurice Maeterlinck (1896)

Charles Doudelet (Rijsel, 8 februari 1861 – Gent, 7 januari 1938) , ook soms Karel Doudelet genoemd, was een Vlaamse schilder, graficus, kunstcriticus, boekbandontwerper en boekillustrator.
Als kind emigreerde hij naar Gent, waar hij opleiding volgde aan de Koninklijke Academie voor Schone Kunsten. Hij volgde ook in Antwerpen lessen bij Constantin Meunier.
Na zijn studie maakte hij werk in de cerebrale sfeer van het symbolisme en won hij talrijke prijzen en studiebeurzen. Het was echter als boekillustrator dat hij naam zou maken met zijn houtsneden. Zijn ontmoeting in 1892 met de dichter Maurice Maeterlinck zou hiervoor bepalend zijn. Hij maakte illustraties voor diens dichtbundels, en Maeterlinck vroeg hem ook de decors te ontwerpen voor zijn toneelstukken, onder meer L'Oiseau Bleu.
In 1900 kreeg hij een opdracht van de Belgische regering om een studie te maken over de geschiedenis van het boek en van de boekdrukkunst. Hij bezocht hiervoor de grote bibliotheken in geheel Europa, en in het bijzonder de topbibliotheken in Florence.
Hij zou tot 1924 in Italië blijven. Naast zijn werk als vrij kunstenaar en als illustrator gaf hij er lessen in een toneelschool en werd hij artistiek directeur van de filmstudio 'Il Rinascimento'.
Zijn terugkeer in Gent was eerder tragisch: hij had door zijn lange afwezigheid zijn vast cliënteel verloren en de symbolistische beweging waarbinnen zijn werk zich situeerde was inmiddels uitgeblust. Wel werd hij daar ten zeerste gewaardeerd als leraar aan de Koninklijke Toneelschool Oscar de Gruyter.

## Voornaamste werken

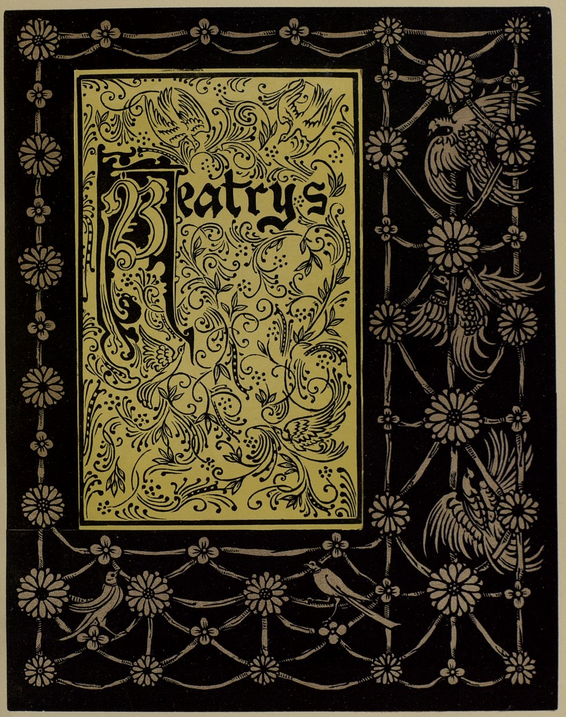
Openingspagina Beatrys Antwerpen 1901

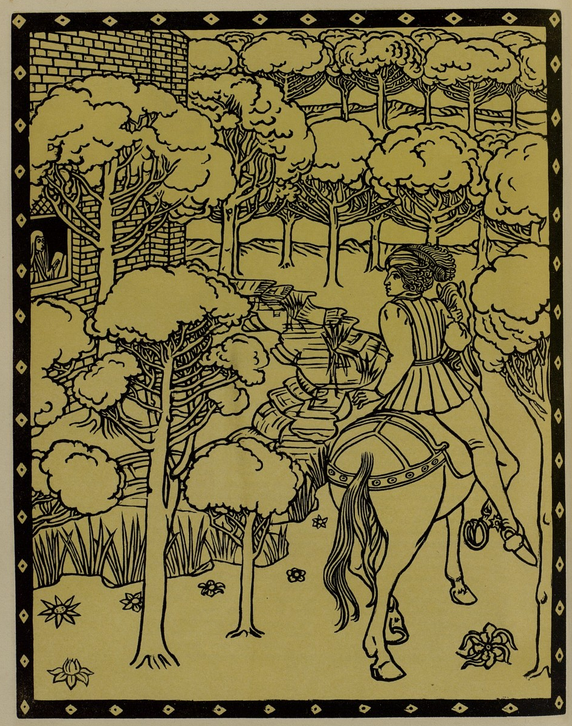
Houtsnede uit de Beatrys. Antwerpen 1901

Als boekillustrator: Van Jezus door Pol de Mont (1897), Beatrys (1901), één der mooiste Vlaamse art nouveau-boeken; Douze chansons door Maurice Maeterlinck (1896), en van dezelfde Serres chaudes (1921) en Pelleas e Melisenda (1922).
Illustraties in de tijdschriften Le Réveil, Mercure de France, Pan, L'Eroica, Nuovo Convito en De Vlaamsche School.
Vrij werk: zincografieën en houtsneden zoals Les Portes d’or, Le Tombeau étrusque en Les Gorgones; onder de schilderijen het majestueuze Le Détrônement (1906), nu in het Musée d'Orsay.